# Concerto pour flûte (Ibert)

Le concerto pour flûte L 47 est une œuvre pour flûte et orchestre composée par Jacques Ibert en 1933.

## Histoire
Jacques Ibert écrit sa partition à Paris en 1932-1933. Il dédie cette œuvre à Marcel Moyse.
L'œuvre est créée le 25 février 1934 à la Société des concerts du Conservatoire à Paris.
Le premier enregistrement de cette œuvre date du mois de février 1951 et a été réalisé par le flûtise Peter Lukas Graf. 

## Mouvements
1. Allegro
2. Andante
3. Allegro scherzando

## Discographie
- Emmanuel Pahud (flûte) et l'Orchestre de la Tonhalle de Zurich, dirigé par David Zinman, EMI/Erato.
- Michael Faust (flûte) et l'Orchestre symphonique de la radio de Cologne, dirigé par Serge Baudo, Naxos.
- Petri Alanko (flûte) et l'Orchestre symphonique de la radio finlandaise dirigé par Jukka-Pekka Saraste, Ondine.